# Después de Lucía
Después de Lucía es una película mexicana del género drama dirigida por Michel Franco y distribuida por Televisa. Recibió, en mayo de 2012, el premio correspondiente a la sección Un certain regard (Cierta mirada) en la 65.ª edición (2012) del Festival de Cannes, y una mención especial en el ciclo "Horizontes Latinos" en el Festival Internacional de Cine de San Sebastián. Se exhibió, para que su candidatura a los Premios Óscar y a los Premios Goya pudiera ser elegible, en algunas ciudades de México; luego, del 15 al 18 de octubre de 2012, se exhibió (preestreno) en funciones gratuitas en algunas salas cinematográficas de la cadena Cinépolis en la Ciudad de México; su estreno oficial en México tuvo lugar el viernes 19 de octubre de 2012, y fue seleccionada por la Academia Mexicana de Artes y Ciencias Cinematográficas (AMACC) para conseguir una nominación a los Premios Óscar y a los Premios Goya en las categorías Mejor Película en Lengua Extranjera y Mejor Película Iberoamericana, respectivamente.

## Argumento
La historia describe la relación entre Roberto (Hernán Mendoza) y su hija Alejandra, de 17 años (Tessa Ia). Roberto está deprimido después de haber perdido a su esposa en un accidente automovilístico y decide salir de Puerto Vallarta e irse a vivir a la Ciudad de México. Alejandra trata de ayudarlo, pero surge una situación muy difícil para ella en la escuela a la que llega: comienza a ser víctima de bullying (acoso escolar) y de hostigamiento por parte de sus nuevos compañeros. Según la actriz protagonista, su personaje «trata de tomar el lugar de la madre y se calla acerca de lo que le ocurre en la escuela para proteger a su padre y todo se va enredando, es algo parecido a cuando uno dice una mentira y todo se complica». El filme de Franco desde el primer minuto lleva al espectador a comprender la frustración, la ira y la desesperación de un padre al descubrir de lo que ha sido víctima su hija.

## Dirección
La ópera prima de Michel Franco, director de esta cinta, fue Daniel y Ana, acerca de dos hermanos secuestrados. Su intención, al dirigir Después de Lucía, no fue del todo hacer ver la violencia escolar, sino entender el origen del problema. Para ello, entrevistó a muchos adolescentes de ambos sexos que han vivido este tipo de situaciones, tanto del lado de quienes son o han sido molestados como del de quienes molestan o han molestado.

## Reparto
Según la página sobre la película en IMDb, el reparto incluyó a:
- Tessa Ia (Alejandra)
- Hernán Mendoza (Roberto)
- Gonzalo Vega Sisto (José)
- Tamara Yazbek (Camila)
- Paloma Cervantes (Irene)
- Juan Carlos Barranco (Manuel)
- Francisco Rueda (Javier)
- Diego Canales (Diego)

### El papel protagónico: Tessa Ia
El papel protagónico de la película lo tiene Tessa Ia, quien representa a Alejandra, la chica que es víctima de acoso escolar. Hija de la actriz mexicana Nailea Norvind y hermana de la actriz Camila Sodi, Tessa Ia actuó previamente en la película mexicana Fuego, dirigida por Guillermo Arriaga Jordán, y brevemente en la telenovela Rebelde.

### Sobre Hernán Mendoza
Hernán Mendoza, quien actúa en el papel de Roberto, el padre de Alejandra, ha trabajado para la televisión (Amor cautivo) y en películas como Espérame en otro mundo y Caja negra.

## Representación del cine mexicano (Premios Óscar y Premios Goya)
La cinta ganó la representatividad del cine mexicano ante la Academia de Artes y Ciencias Cinematográficas de los Estados Unidos y ante la Academia de Cine de España después de haber sido inscrita para ello al lado de otras películas mexicanas: Aquí entre nos, de Patricia Martínez de Velasco; Colosio: El asesinato, de Carlos Bolado; El lugar más pequeño, de Tatiana Huezo; El fantástico mundo de Juan Orol, de Sebastián del Amo, Pastorela, de Emilio Portes, y Post Tenebras Lux, de Carlos Reygadas.

## Premios
| Premio                                        | Categoría                                                    | Resultado |
| --------------------------------------------- | ------------------------------------------------------------ | --------- |
| Festival Internacional de Cine de Cannes 2012 | Premio a la Mejor Película en la Sección "Una Cierta Mirada" | Ganadora  |
| Chicago International Film Festival           | Silver Hugo Special Jury Prize                               | Ganadora  |

## Detalles técnicos y datos sobre la filmación y la producción
La película se filmó de manera secuencial, siguiendo la cronología de la historia. Su elenco incluye a actores no profesionales. Muchos de los actores que representan a los agresores son, en la vida real, amigos del director.

## Opiniones internacionales sobre la película y su premiación
«La razón por la que vengo a Cannes y acepto ser jurado es para descubrir cosas extraordinarias, y esta película lo tiene todo. La premiamos por el desempeño de sus actores, técnica, guion y visión.»
Tim Roth, director del jurado en el Festival de Cannes.

## El acoso escolar (bullying) en el cine
Otras películas abordan, directa o indirectamente, el tema del acoso escolar, sobre todo:
- Carrie (EU, 1976), dir. Brian De Palma
- Una historia de Navidad (Canadá-EU, 1983), dir. Bob Clark
- Karate Kid (Eu, 1984), dir. John G. Avildsen
- Back to the Future (EU, 1985), dir. Robert Zemeckis
- Bang Bang You're Dead (Canadá-EU, 2002), dir. Guy Ferland
- Mean Girls (EU, 2004), dir. Mark Waters[18]
- La clase (Estonia, 2007), dir. Ilmar Raag
- Gran Torino (EU, 2008), dir. Clint Eastwood
- Déjame entrar (Suecia, 2008), dir. Tomas Alfredson
- Bully (originalmente The Bully Project (EU, 2011), dir. Lee Hirsch
- Proyecto Bullying (EC, 2018), dir. Felipe Irigoyen Andres Garofalo